# Montrottier
Montrottier [mɔ̃tʁɔtje] est une commune française située dans le département du Rhône, en région Auvergne-Rhône-Alpes.

## Géographie
Montrottier se situe dans les monts de Tarare, à 45 km de Lyon et 20 km de Tarare, à une altitude de 669 m.

### Climat
Pour des articles plus généraux, voir Climat d'Auvergne-Rhône-Alpes et Climat du Rhône.
En 2010, le climat de la commune est de type climat des marges montargnardes, selon une étude du Centre national de la recherche scientifique s'appuyant sur une série de données couvrant la période 1971-2000. En 2020, Météo-France publie une typologie des climats de la France métropolitaine dans laquelle la commune est exposée à un climat de montagne ou de marges de montagne et est dans la région climatique  Nord-est du Massif Central, caractérisée par une pluviométrie annuelle de 800 à 1 200 mm, bien répartie dans l’année. 
Pour la période 1971-2000, la température annuelle moyenne est de 9,9 °C, avec une amplitude thermique annuelle de 16,4 °C. Le cumul annuel moyen de précipitations est de 886 mm, avec 10,2 jours de précipitations en janvier et 7,4 jours en juillet. Pour la période 1991-2020, la température moyenne annuelle observée sur la station météorologique de Météo-France la plus proche, « Le Breuil », sur la commune du Breuil à 15 km à vol d'oiseau, est de 11,6 °C et le cumul annuel moyen de précipitations est de 749,8 mm,. Pour l'avenir, les paramètres climatiques de la commune estimés pour 2050 selon différents scénarios d'émission de gaz à effet de serre sont consultables sur un site dédié publié par Météo-France en novembre 2022.

## Urbanisme

### Typologie
Au 1er janvier 2024, Montrottier est catégorisée bourg rural, selon la nouvelle grille communale de densité à sept niveaux définie par l'Insee en 2022.
Elle est située hors unité urbaine. Par ailleurs la commune fait partie de l'aire d'attraction de Lyon, dont elle est une commune de la couronne,. Cette aire, qui regroupe 397 communes, est catégorisée dans les aires de 700 000 habitants ou plus (hors Paris),.

### Occupation des sols
L'occupation des sols de la commune, telle qu'elle ressort de la base de données européenne d’occupation biophysique des sols Corine Land Cover (CLC), est marquée par l'importance des territoires agricoles (82,7 % en 2018), une proportion sensiblement équivalente à celle de 1990 (82,8 %). La répartition détaillée en 2018 est la suivante : 
prairies (49 %), zones agricoles hétérogènes (32,3 %), forêts (14,7 %), zones urbanisées (2,7 %), terres arables (1,4 %). L'évolution de l’occupation des sols de la commune et de ses infrastructures peut être observée sur les différentes représentations cartographiques du territoire : la carte de Cassini (XVIIIe siècle), la carte d'état-major (1820-1866) et les cartes ou photos aériennes de l'IGN pour la période actuelle (1950 à aujourd'hui).

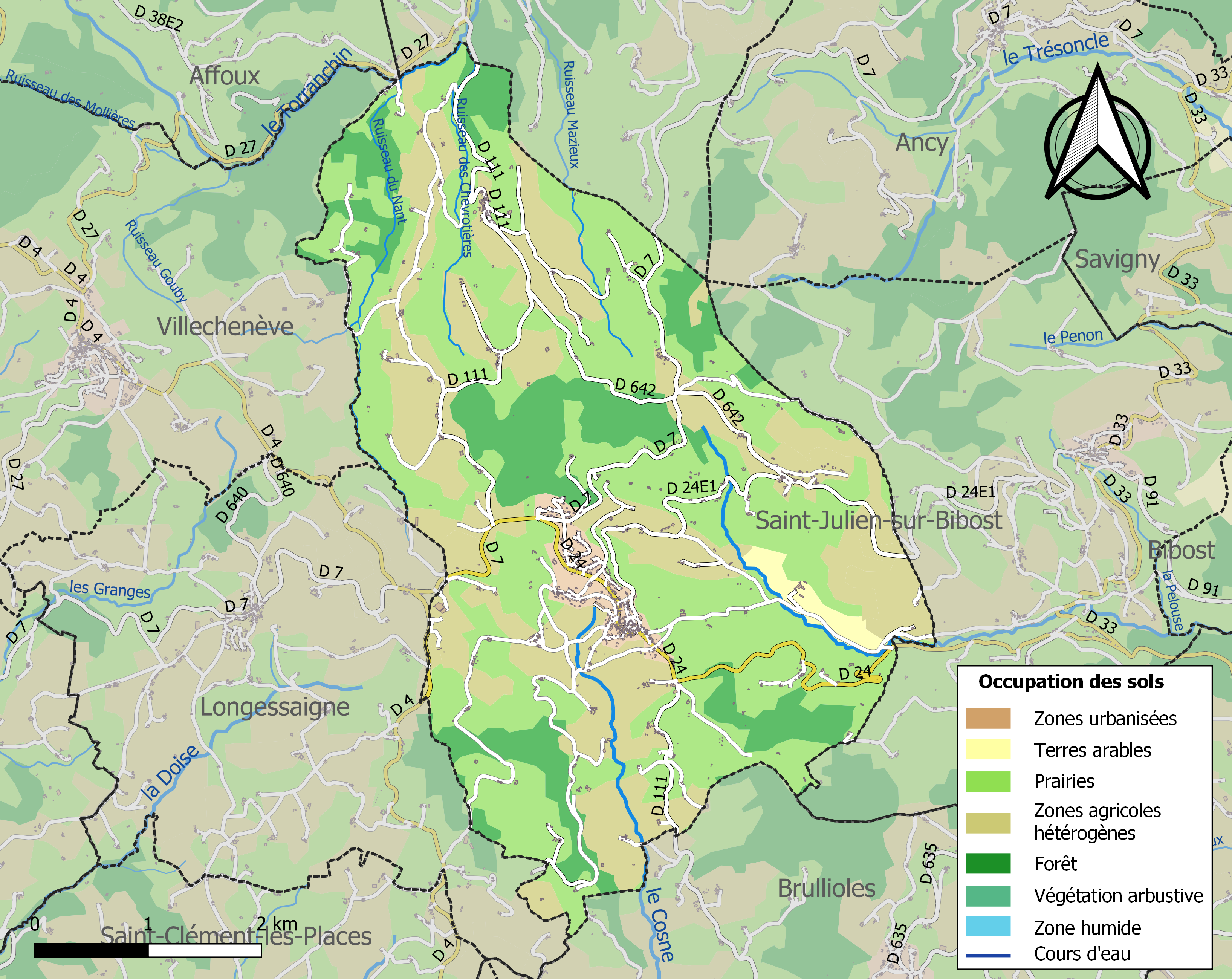
Carte des infrastructures et de l'occupation des sols de la commune en 2018 (CLC).

## Histoire
Aucune trace d'occupation n'est attestée pendant la période romaine, tant au niveau archéologique que bibliographique. C'est vers 985 que l'abbaye de Savigny fit élever un château à Montrottier, à la fois pour servir à la défense de Savigny, de la route de Feurs et du village.
Dans le cours de son histoire, le château de Montrottier eut à soutenir plusieurs sièges ; il fut notamment pris et démantelé par l’archevêque Renaud en 1196, lors des guerres de l’Église de Lyon avec l’abbaye de Savigny.
Pendant la guerre de Cent Ans, le roi Jean le Bon institue à Montrottier un marché qui devait se tenir tous les lundis. En 1693, le roi Louis XIV confirme le privilège des marchés de Montrottier ; c’est à cette époque que remonte la construction des halles qui subsistent encore.
En 1790, Montrottier appartient au canton de Bessenay. Les céréales, le foin et le bois sont les principales productions, le commerce de bestiaux y est important. Le tissage de la soie s'y développe au milieu du XIXe siècle.
En 1865 parut la première locomotive et la voie ferrée passant à L'Arbresle.
En 1883, un incendie détruisit une partie du château de Montrottier. Le clocher de l’église en forme de dôme fut remplacé par un autre à toiture à quatre pans de style gréco-byzantin, surmonté d’une croix grecque et d’une couronne.
HÉRALDIQUE : Parti, au 1er vairé d'or et de sinople, au 2e d'azur au dextrochère d'argent mouvant du flanc senestre et armé d'une épée haute d'or.

## Politique et administration

### Administration municipale
| Période                                  | Période  | Identité         | Étiquette | Qualité                        |
| ---------------------------------------- | -------- | ---------------- | --------- | ------------------------------ |
| 1979                                     | 1989     | André Chaverot   |           |                                |
| 1989                                     | 2001     | Jean Mathieu     |           |                                |
| 2001                                     | 2020     | Bernard Chaverot | PRG-MRSL  | Conseiller général (2004-2015) |
| Les données manquantes sont à compléter. |          |                  |           |                                |
| 2020                                     | en cours | Michel Gouget    |           |                                |

### Intercommunalité
La commune fait partie de la communauté de communes des monts du Lyonnais.

## Démographie
L'évolution du nombre d'habitants est connue à travers les recensements de la population effectués dans la commune depuis 1793. Pour les communes de moins de 10 000 habitants, une enquête de recensement portant sur toute la population est réalisée tous les cinq ans, les populations de référence des années intermédiaires étant quant à elles estimées par interpolation ou extrapolation. Pour la commune, le premier recensement exhaustif entrant dans le cadre du nouveau dispositif a été réalisé en 2006.

En 2022, la commune comptait 1 393 habitants, en évolution de +0,07 % par rapport à 2016 (Rhône : +3,93 %, France hors Mayotte : +2,11 %).
| 1793  | 1800 | 1806  | 1821  | 1831  | 1836  | 1841  | 1846  | 1851  |
| ----- | ---- | ----- | ----- | ----- | ----- | ----- | ----- | ----- |
| 1 600 | 886  | 1 531 | 1 577 | 1 808 | 1 855 | 1 888 | 1 931 | 1 978 |

| 1856  | 1861  | 1866  | 1872  | 1876  | 1881  | 1886  | 1891  | 1896  |
| ----- | ----- | ----- | ----- | ----- | ----- | ----- | ----- | ----- |
| 1 884 | 1 911 | 1 915 | 1 780 | 1 816 | 1 848 | 1 762 | 1 700 | 1 642 |

| 1901  | 1906  | 1911  | 1921  | 1926  | 1931  | 1936  | 1946  | 1954  |
| ----- | ----- | ----- | ----- | ----- | ----- | ----- | ----- | ----- |
| 1 592 | 1 514 | 1 404 | 1 239 | 1 174 | 1 152 | 1 121 | 1 052 | 1 043 |

| 1962  | 1968 | 1975 | 1982  | 1990  | 1999  | 2006  | 2011  | 2016  |
| ----- | ---- | ---- | ----- | ----- | ----- | ----- | ----- | ----- |
| 1 043 | 963  | 953  | 1 157 | 1 337 | 1 358 | 1 388 | 1 334 | 1 392 |

| 2021  | 2022  | - | - | - | - | - | - | - |
| ----- | ----- | - | - | - | - | - | - | - |
| 1 386 | 1 393 | - | - | - | - | - | - | - |

## Lieux et monuments
- Le portail de l’ancien prieuré, XVe siècle ;
- Les halles construites sous Louis XIV ;
- L’église de Montrottier, dont deux panneaux sont classés monuments historiques ;
- Le presbytère d’Albigny, occupant l’emplacement de l’ancien château ;
- La chapelle Saint-Martin-les-Périls, dont l’origine remonte au XIIe siècle.

## Événements
- Fête des œufs : chaque année depuis 1963, pendant le dimanche de Pâques, des milliers d'œufs de poule sont cachés aux bords des routes et chemins à travers toute la commune par les habitants. C'est aussi l'occasion d'organiser des défilés, des expositions, des animations…
- Rassemblement international de side-cars : en 2007, l'Amicale Sidecariste de France a organisé le rassemblement de plus de 300 équipages de side-cars à Montrottier durant cinq jours.
- La Randonnée pédestre du 1er-Mai.

## Galerie Photos

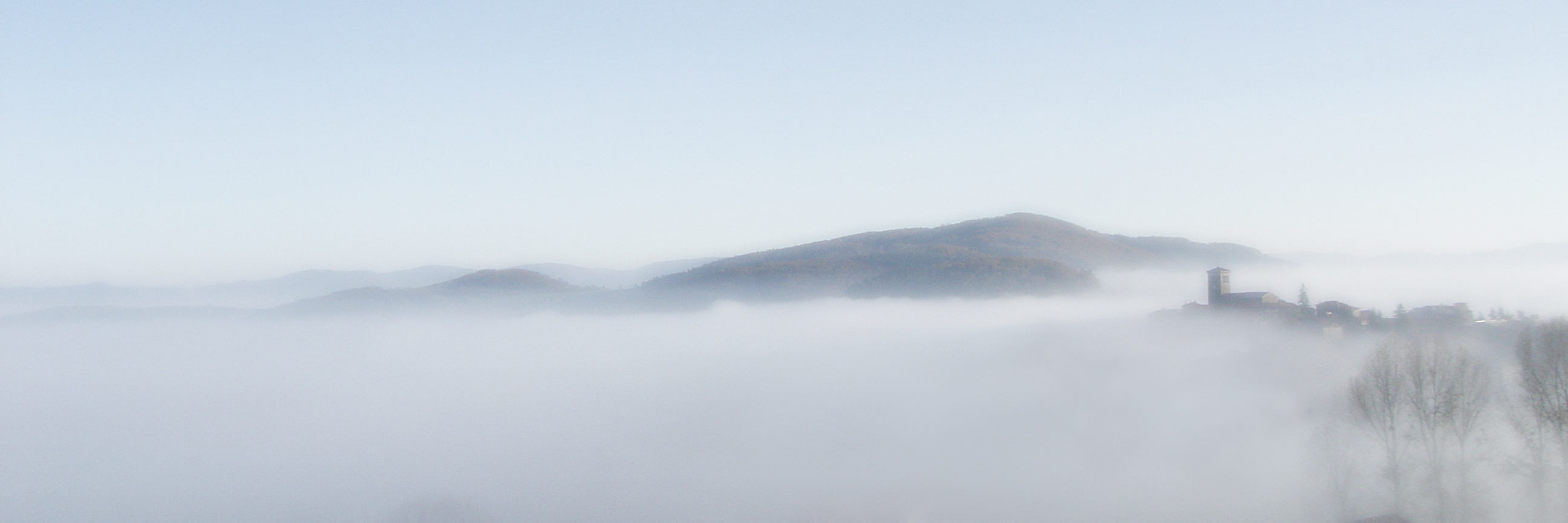
Montrottier dans le brouillard.
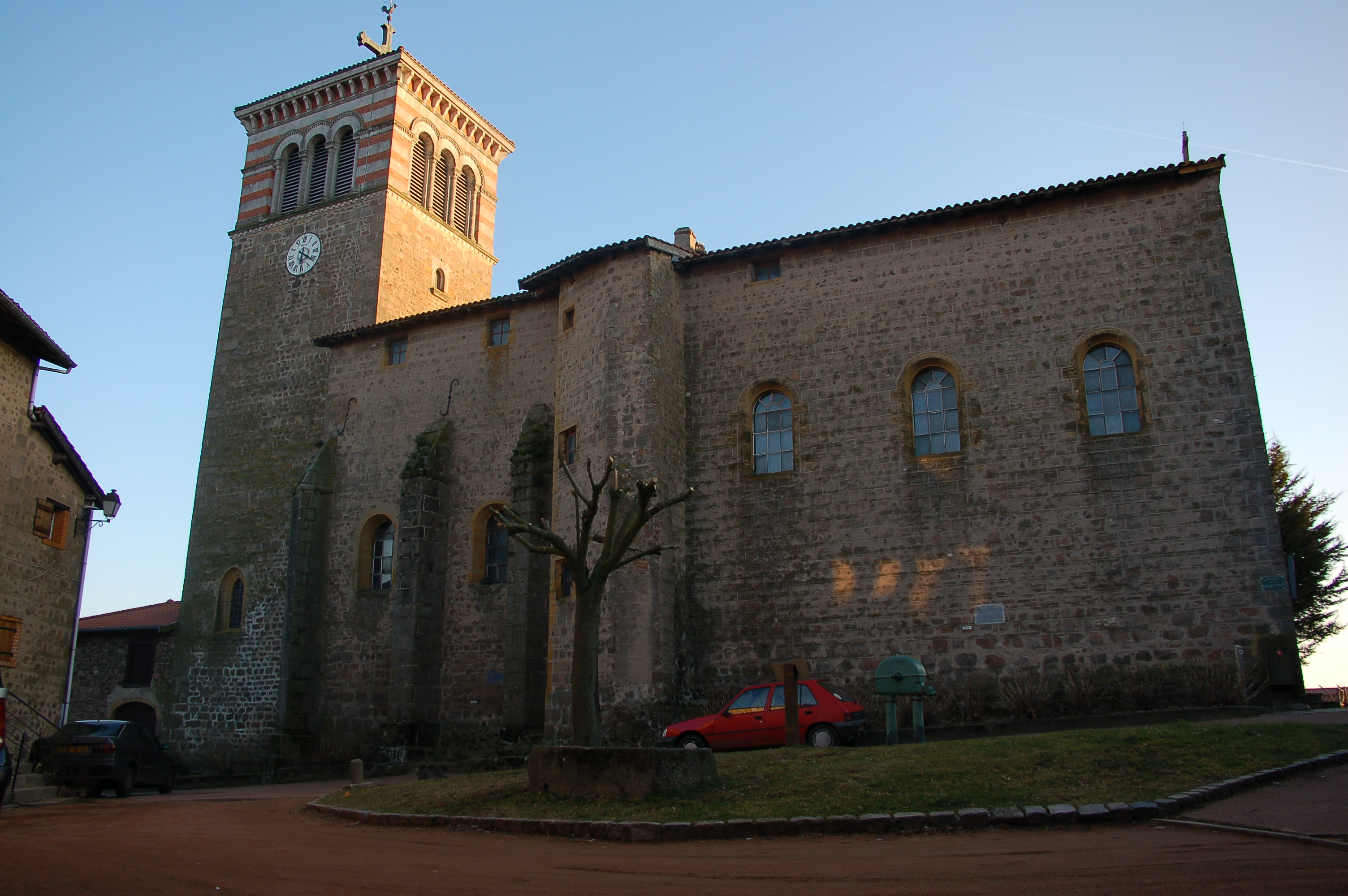
L'église.
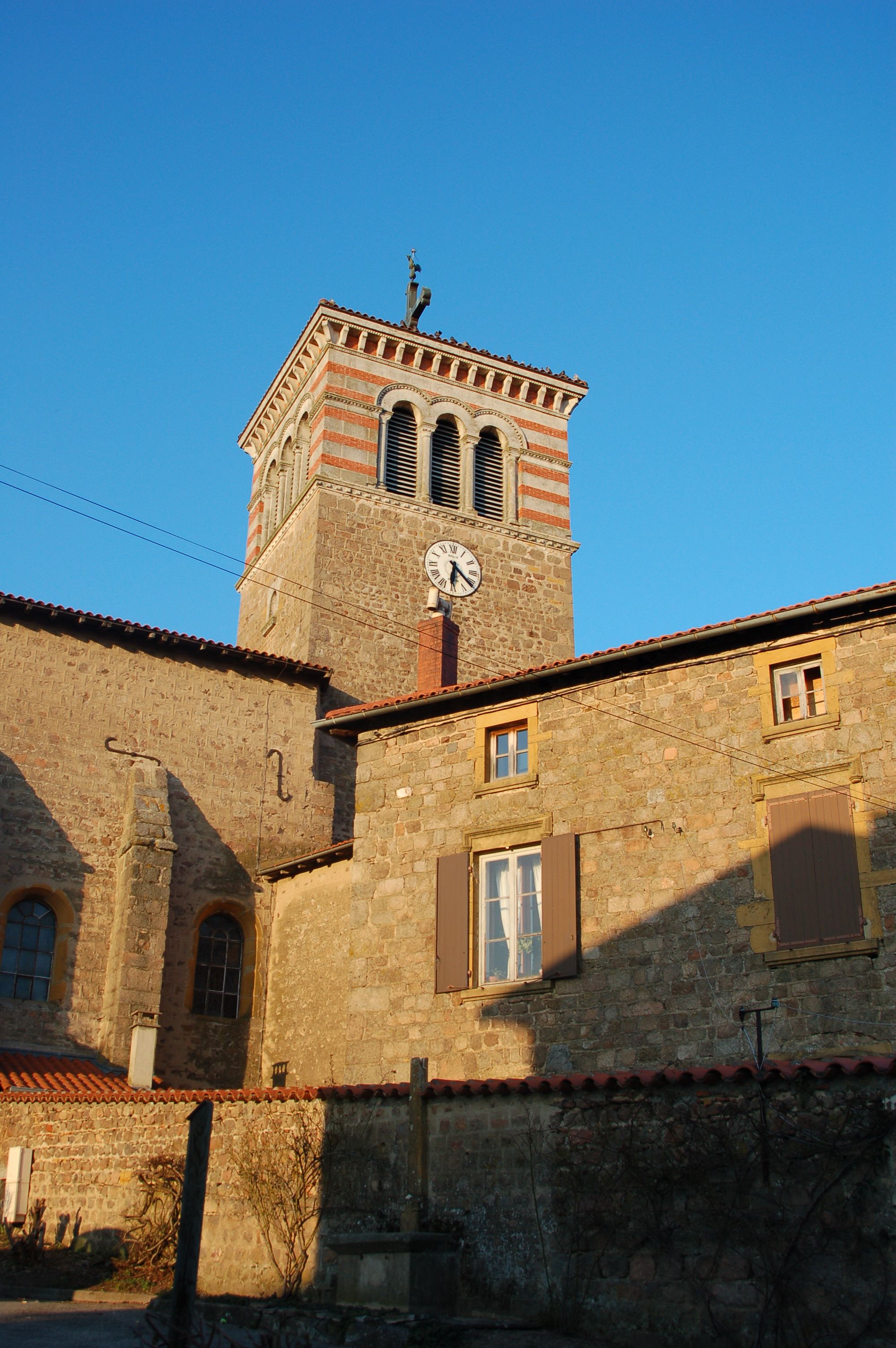
Le clocher reconstruit en 1883.
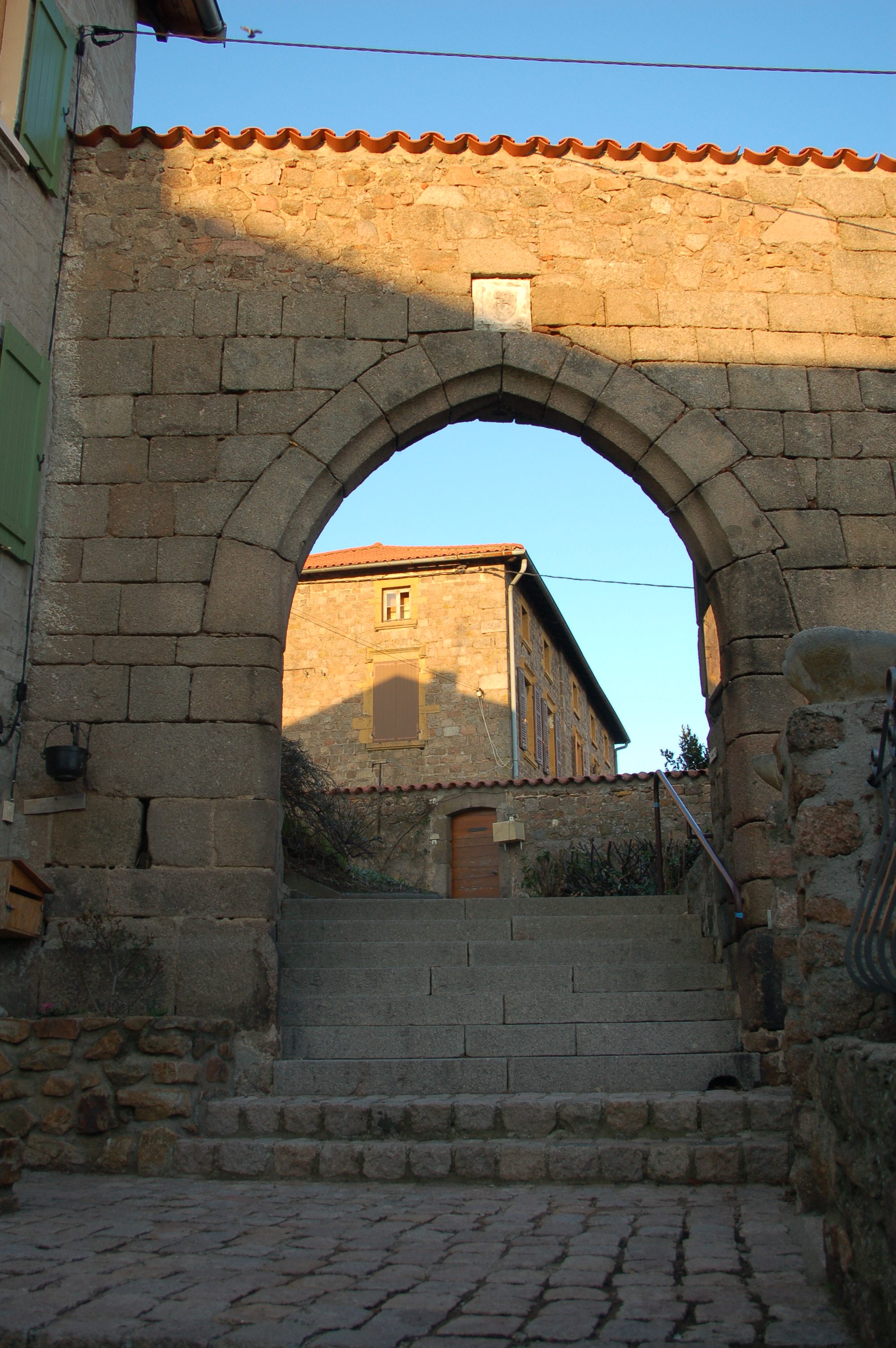
Le portail de l'ancien prieuré.
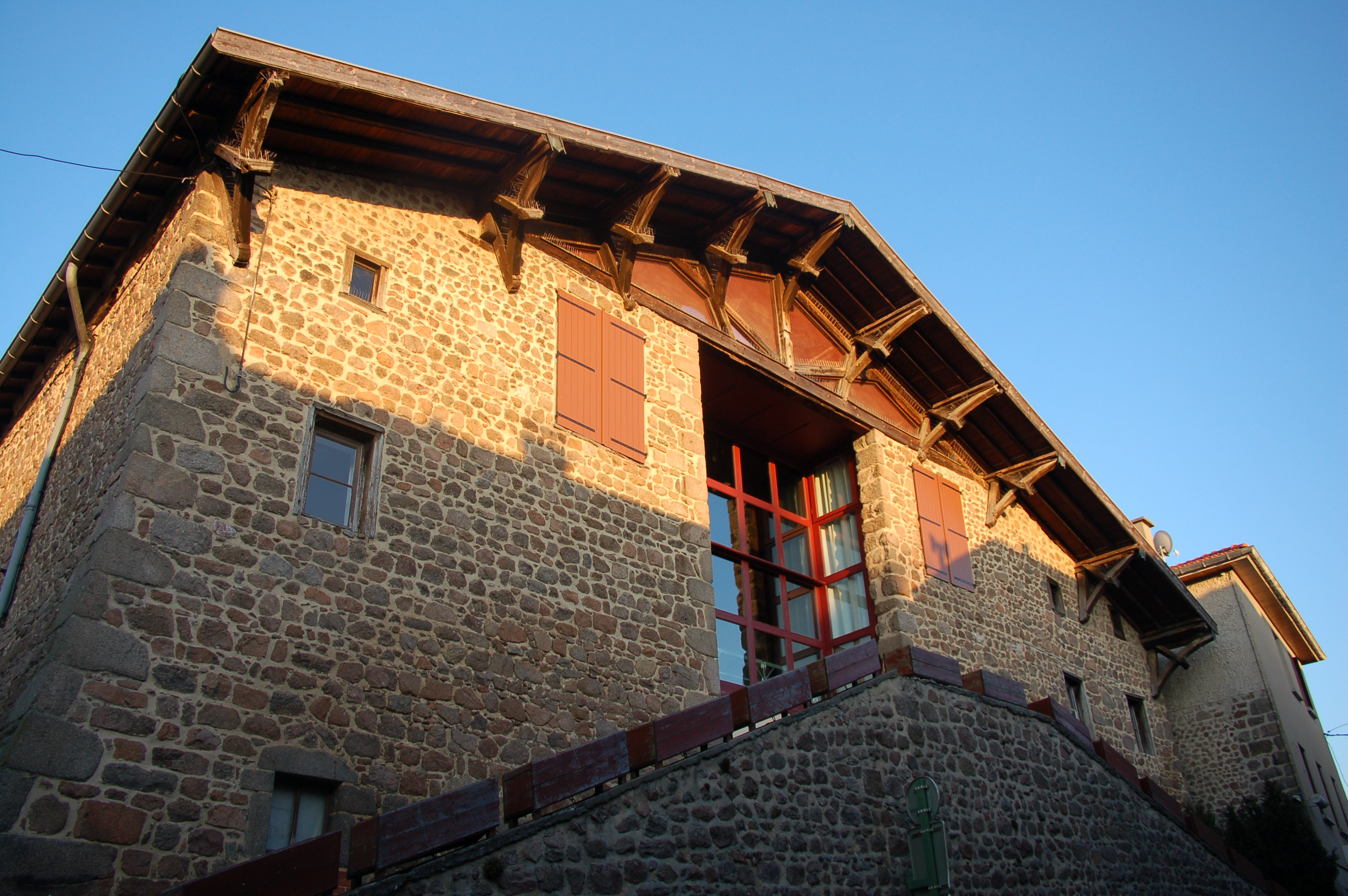
Les halles.